# Qualificazioni al campionato europeo di pallanuoto maschile 1993
Le qualificazioni al campionato europeo di pallanuoto maschile 1993 hanno visto la partecipazione di 24 nazionali.

Le partecipanti erano divise in quattro giorni da sei, disputati in gara unica, al termine dei quali le prime due di ciascun raggruppamento più le due migliori seconde si sono qualificate per la fase finale del campionato. In seguito l'Ucraina, terza migliore seconda, è stata ripescata per la squalifica della Jugoslavia.

## Gruppo A
- Barcellona,  Spagna
- 26 maggio

| Spagna      | 30 – 1 | Austria    |
| Paesi Bassi | 17 – 5 | Slovacchia |
| Israele     | 10 – 8 | Belgio     |

- 27 maggio

| Paesi Bassi | 28 – 5 | Israele |
| Slovacchia  | 20 – 6 | Austria |
| Spagna      | 26 – 2 | Belgio  |

- 28 maggio

| Slovacchia | 10 – 7 | Israele     |
| Belgio     | 6 – 2  | Austria     |
| Spagna     | 17 – 6 | Paesi Bassi |

- 29 maggio

| Israele     | 16 – 3 | Austria    |
| Spagna      | 11 – 8 | Slovacchia |
| Paesi Bassi | 14 – 3 | Belgio     |

- 30 maggio

| Spagna      | 20 – 8 | Israele |
| Slovacchia  | 18 – 5 | Belgio  |
| Paesi Bassi | 20 – 5 | Austria |

|    | Squadra     | Punti | G | V | N | P | GF  | GS | DR  |
| -- | ----------- | ----- | - | - | - | - | --- | -- | --- |
| 1. | Spagna      | 10    | 5 | 5 | 0 | 0 | 104 | 25 | +79 |
| 2. | Paesi Bassi | 8     | 5 | 4 | 0 | 1 | 85  | 35 | +50 |
| 3. | Slovacchia  | 6     | 5 | 3 | 0 | 2 | 61  | 46 | +15 |
| 4. | Israele     | 4     | 5 | 2 | 0 | 3 | 46  | 69 | -23 |
| 5. | Belgio      | 2     | 5 | 1 | 0 | 4 | 24  | 70 | -46 |
| 6. | Austria     | 0     | 5 | 0 | 0 | 5 | 17  | 92 | -75 |

## Gruppo B
- Zagabria,  Croazia
- 27 maggio

| Russia  | 10 – 9 | Croazia  |
| Romania | 16 – 8 | Moldavia |
| Francia | 21 – 9 | Svizzera |

- 29 maggio

| Francia | 11 – 7 | Moldavia |
| Russia  | 24 – 5 | Svizzera |
| Croazia | 13 – 6 | Romania  |

| Russia   | pareggio | Romania  |
| Croazia  | batte    | Francia  |
| Moldavia | batte    | Svizzera |
| Russia   | batte    | Francia  |
| Croazia  | batte    | Moldavia |
| Romania  | batte    | Svizzera |
| Russia   | batte    | Moldavia |
| Croazia  | batte    | Svizzera |
| Romania  | batte    | Francia  |

|    | Squadra  | Punti | G | V | N | P | GF | GS | DR |
| -- | -------- | ----- | - | - | - | - | -- | -- | -- |
| 1. | Russia   | 9     | 5 | 4 | 1 | 0 |    |    |    |
| 2. | Croazia  | 8     | 5 | 4 | 0 | 1 |    |    |    |
| 3. | Romania  | 7     | 5 | 3 | 1 | 1 |    |    |    |
| 4. | Francia  | 4     | 5 | 2 | 0 | 3 |    |    |    |
| 5. | Moldavia | 2     | 5 | 1 | 0 | 4 |    |    |    |
| 6. | Svizzera | 0     | 5 | 0 | 0 | 5 |    |    |    |

## Gruppo C
- Palermo,  Italia
- 26 maggio

| Italia   | 18 – 4 | Slovenia  |
| Germania | 14 – 3 | Danimarca |
| Ucraina  | 17 – 9 | Polonia   |

- 27 maggio

| Italia   | 17 – 4 | Danimarca |
| Germania | 21 – 7 | Polonia   |
| Ucraina  | batte  | Slovenia  |

- 28 maggio

| Italia | 10 – 5 | Ucraina |

- 29 maggio

| Italia | 19 – 2 | Polonia |

- 30 maggio

| Italia | 7 – 6 | Germania |

| Germania  | batte | Ucraina   |
| Danimarca | batte | Slovenia  |
| Ucraina   | batte | Danimarca |
| Polonia   | batte | Slovenia  |
| Germania  | batte | Slovenia  |
| Danimarca | batte | Polonia   |

|    | Squadra   | Punti | G | V | N | P | GF | GS | DR |
| -- | --------- | ----- | - | - | - | - | -- | -- | -- |
| 1. | Italia    | 10    | 5 | 5 | 0 | 0 |    |    |    |
| 2. | Germania  | 8     | 5 | 4 | 0 | 1 |    |    |    |
| 3. | Ucraina   | 6     | 5 | 3 | 0 | 2 |    |    |    |
| 4. | Danimarca | 4     | 5 | 2 | 0 | 3 |    |    |    |
| 5. | Polonia   | 2     | 5 | 1 | 0 | 4 |    |    |    |
| 6. | Slovenia  | 0     | 5 | 0 | 0 | 5 |    |    |    |

## Gruppo D
- 27 maggio

| Bulgaria | 11 – 4 | Svezia |

- 29 maggio

| Ungheria | 12 – 10 | Grecia      |
| Bulgaria | 6 – 4   | Bielorussia |
| Turchia  | 9 – 5   | Svezia      |

- 30 maggio

| Ungheria    | 13 – 7 | Bulgaria |
| Bielorussia | 7 – 5  | Svezia   |
| Grecia      | 13 – 3 | Turchia  |

| Ungheria    | batte    | Svezia      |
| Grecia      | batte    | Bulgaria    |
| Bielorussia | batte    | Turchia     |
| Ungheria    | batte    | Bielorussia |
| Grecia      | batte    | Bulgaria    |
| Ungheria    | batte    | Turchia     |
| Grecia      | batte    | Svezia      |
| Bielorussia | pareggio | Turchia     |

|    | Squadra     | Punti | G | V | N | P | GF | GS | DR |
| -- | ----------- | ----- | - | - | - | - | -- | -- | -- |
| 1. | Ungheria    | 10    | 5 | 5 | 0 | 0 |    |    |    |
| 2. | Grecia      | 8     | 5 | 4 | 0 | 1 |    |    |    |
| 3. | Bulgaria    | 6     | 5 | 3 | 0 | 2 |    |    |    |
| 4. | Bielorussia | 3     | 5 | 1 | 1 | 3 |    |    |    |
| 5. | Turchia     | 3     | 5 | 1 | 1 | 3 |    |    |    |
| 6. | Svezia      | 0     | 5 | 0 | 0 | 5 |    |    |    |

## Fonti
- (EN) Todor66.com - Sport statistics Archive, su todor66.com.